# Дарманьяк, Жан Бартелеми Клод Туссен
Жан Бартелеми Клод Туссен Дарманьяк (фр. Jean Barthélemy Claude Toussaint Darmagnac; 1766—1855) — французский военный деятель, дивизионный генерал (1808 год), виконт (1821 год), участник революционных и наполеоновских войн. Имя генерала выбито на Триумфальной арке в Париже.

## Биография
Начал службу 13 сентября 1791 года в 1-м батальоне Верхней Гаронны. Получив звание капитана, был переведён в Итальянскую армию. Будучи ответственным за защиту поста Луаньон в графстве Ницца, с сотней человек напал на 3-тысячный отряд неприятеля, разбил его и взял большое количество пленных. Эта акция принесла ему звание командира батальона 25 января 1794 года. 24 февраля стал командиром батальона 21-й полубригады. Он отличился так же при Карпенело, недалеко от Бассано, где неожиданно напал и окружил с горсткой людей 600 австрийцев, и не дав им времени, чтобы опомниться, потребовал их капитуляции. Деморализованные австрийцы сложили оружие. 25 мая 1796 года 21-я полубригада стала 32-й полубригадой линейной пехоты.
Принимал активное участие в Итальянской кампании Бонапарта. Был ранен 14 апреля в битве при Лонато. 21 декабря стал командиром 2-го батальона 32-й полубригады.
Участвовал в Египетской экспедиции. После битвы при Пирамидах, где он сражался как лев, он вошёл вечером в Каир с 300 солдатами, и занял центр города, оставаясь в нём до прибытия остальной армии, которая появилась лишь на следующий день. 26 июля 1798 года получил звание полковника, и возглавил 32-ю полубригаду. При Акре он напал на Квадратную башню и был тяжело ранен. В Лизбете, недалеко от Думьяты, 4000 турок занимали редут, который нельзя было атаковать, не пройдя под дулами пушек английской эскадры. 2 ноября 1799 года полковник Дарманьяк совершил эту акцию с участием 600 человек. Он разместил в резерве часть своего слабого отряда, а остальные побежали к редуту. Ядро поразило десять гренадеров, и тогда французы заколебались: «Вперёд, - воскликнул Дарманьяк, - мы обойдёмся без гренадеров!». Его люди бросились вперёд и ворвались в редут, но энергичное сопротивление турок отбросило их. Отбив атаку французов, и начав их преследование, османы попали в засаду. Резерв открыл огонь в упор, и Дарманьяк, на плечах турок, вновь ворвался в редут. За этот подвиг Клебер послал ему почётную саблю.
После участия в ещё нескольких боях, он был повышен до бригадного генерала 27 апреля 1801 года. По возвращении из Франции он получил вторую почётную саблю. С 19 марта 1802 года был командующим департамента Сона и Луара, с 19 июля того же года – департамента Финистер. В 1805 году был назначен губернатором Каринтии. С 6 мая 1806 года командовал 3-м полком национальной гвардии Парижа, прежде чем был отправлен в испанскую армию.
28 января 1808 года назначен командиром 1-й бригады 1-й пехотной дивизии наблюдательного корпуса Пиренеев. 16 февраля захватил врасплох цитадель Памплоны, и выполнял функции коменданта города. Он был тяжело ранен в битве при Медине-де-Риосеко, но остался в строю, и удержал занятые позиции. 19 июля был произведён в дивизионные генералы. 8 ноября был назначен губернатором Старой Кастилии. 17 января 1809 года командующий провинцией Бургос, где он украл много произведений искусства. 20 января – губернатор Галисии. С сентября по 18 ноября командовал 1-й пехотной дивизией 5-го армейского корпуса Армии Испании. В ноябре выполнял функции губернатора провинций Новая Кастилия и Ла Манча. Проявил себя не только как военный, но и как хороший администратор. В июне 1810 года получил разрешение вернуться во Францию. В феврале 1811 года – губернатор провинции Куэнка. 2 марта стал командиром 2-й пехотной дивизии 5-го армейского корпуса Армии Испании. С 13 июня командовал 1-й пехотной дивизией Центральной армии. 15 мая 1812 года стал губернатором провинции Талавера. В мае 1813 года получил должность командира 1-й пехотной дивизии Центральной армии. С 16 июля 1813 года по апрель 1814 года командовал 2-й пехотной дивизией Центра Пиренейской армии. Отличился в сражениях при Витории, Ортесе и особенно при Тулузе.
С 1 сентября 1814 года без служебного назначения. Во время «Ста дней», с 17 апреля 1815 года, был командующим 11-го военного округа в Бордо. После свержения Наполеона, командовал 11-м, затем 20-м военными округами. В 1816 году председательствовал на военном суде над генералом Мутоном-Дюверне. 23 января 1821 года возглавил 9-й военный округ. 28 августа 1830 года помещён в резерв и в июле 1831 года был отправлен на пенсию.

## Воинские звания
- Капитан (8 декабря 1791 года);
- Командир батальона (25 января 1794 года);
- Полковник (26 июля 1798 года);
- Бригадный генерал (27 апреля 1801 года, утверждён 30 ноября 1801 года);
- Дивизионный генерал (19 июля 1808 года).

## Титулы

Герб барона.

- Барон Дарманьяк и Империи (фр. baron Darmagnac et de l'Empire; декрет от 15 августа 1810 года, патент не подтверждён)[1].

## Награды
Легионер ордена Почётного легиона (11 декабря 1803 года)
 Коммандан ордена Почётного легиона (14 июня 1804 года)
 Великий офицер ордена Почётного легиона (1823 год)
 Кавалер военного ордена Святого Людовика (1814 год)
 Командор военного ордена Святого Людовика (1 мая 1821 года)
 Кавалер ордена Железной короны